# Голиково (городской округ Химки)
Голиково — деревня  в Московской области России. Входит в городской округ Химки. Население — 292 чел. (2010).

## География
Деревня Голиково расположена в центральной части Московской области, на западе округа, примерно в 10 км к северо-западу от центра города Химки  и в 33 км к юго-востоку от города Солнечногорска, в 10 км от Московской кольцевой автодороги, на правом берегу реки Горетовки бассейна Москвы-реки.
В деревне 33 улицы, включая тупики, проезды и аллеи, 2 микрорайона, зарегистрировано 8 садовых товариществ. Ближайшие населённые пункты — город Химки, деревни Жаворонки и Подолино.

## История
В «Списке населённых мест» 1862 года Голиково — владельческая деревня 3-го стана Московского уезда Московской губернии по левую сторону Николаевской железной дороги (из Москвы), в 25 верстах от губернского города, при речке Горетовке, с 12 дворами и 86 жителями (50 мужчин, 36 женщин).
По данным на 1890 год входила в состав Черкизовской волости Московского уезда, число душ составляло 79 человек.
В 1913 году в деревне 27 дворов, земское училище и столярное заведение.
По материалам Всесоюзной переписи населения 1926 года — центр Голиковского сельсовета Ульяновской волости Московского уезда, проживало 190 жителей (100 мужчин, 90 женщин), насчитывалось 36 крестьянских хозяйств.
С 1929 года — населённый пункт в составе Сходненского района Московского округа Московской области. Постановлением ЦИК и СНК от 23 июля 1930 года округа как административно-территориальные единицы были ликвидированы.
1929—1932 гг. — деревня Усковского сельсовета Сходненского района.
1932—1940 гг. — деревня Усковского сельсовета Солнечногорского района.
1940—1954 гг. — деревня Усковского сельсовета Химкинского района.
1954—1960 гг. — деревня Подолинского сельсовета Химкинского района.
1960—1963 гг. — деревня Подолинского сельсовета Солнечногорского района.
1963—1965 гг. — деревня Подолинского сельсовета Солнечногорского укрупнённого сельского района.
1965—1994 гг. — деревня Подолинского сельсовета Солнечногорского района.
В 1994 году Московской областной думой было утверждено положение о местном самоуправлении в Московской области, сельские советы как административно-территориальные единицы были преобразованы в сельские округа.
В 1994—2004 гг. деревня входила в Подолинский сельский округ Солнечногорского района, в 2005—2019 годах — в Кутузовское сельское поселение Солнечногорского муниципального района, в 2019—2022 годах  — в состав городского округа Солнечногорск, с 1 января 2023 года включена в состав городского округа Химки.

## Население
| 1852 | 1859 | 1890 | 1899 | 1926 | 1966 | 1998 |
| ---- | ---- | ---- | ---- | ---- | ---- | ---- |
| 71   | ↗86  | ↘79  | ↗110 | ↗190 | ↗485 | ↘129 |
| 2002 | 2010 |      |      |      |      |      |
| ↗202 | ↗292 |      |      |      |      |      |